# Vario (album de Savant)
Albums de Savant
Ninür
(2011) Overworld
(2012)
Vario est le quatrième album du producteur d'electronic dance music norvégien Aleksander Vinter, et son second sous le nom de Savant.

## Liste des pistes[1]
| 1.      | Splinter                    | 4:57 |
| 2.      | Vario                       | 3:20 |
| 3.      | Living iPod                 | 4:39 |
| 4.      | Mecha Blecka                | 4:35 |
| 5.      | Shadow (feat. Qwentalis)    | 6:48 |
| 6.      | Stormtrooper                | 4:19 |
| 7.      | Hero From The Past          | 3:28 |
| 8.      | Antipixel                   | 3:10 |
| 9.      | Ba-Da Bing!                 | 5:05 |
| 10.     | Party Machine               | 5:39 |
| 11.     | Champagne                   | 6:21 |
| 12.     | Heart-Shaped Mushroom Cloud | 3:39 |
| 13.     | Burgertime (Savant Theme)   | 3:03 |
| 14.     | Trust Issues                | 4:20 |
| 15.     | Fuck Nexus                  | 5:50 |
| 16.     | Thunderclout                | 5:47 |
| 1:15:35 |                             |      |